# Canton de Dreux-1
Le canton de Dreux-1 est une circonscription électorale française du département d'Eure-et-Loir créé par le décret du 24 février 2014 et entrée en vigueur lors des élections départementales de 2015.

## Histoire
Un nouveau découpage territorial du département d'Eure-et-Loir entre en vigueur à l'occasion des élections départementales de mars 2015, défini par le décret du 24 février 2014, en application des lois du 17 mai 2013 (loi organique 2013-402 et loi 2013-403). Les conseillers départementaux sont, à compter de ces élections, élus au scrutin majoritaire binominal mixte. Les électeurs de chaque canton élisent au Conseil départemental, nouvelle appellation du Conseil général, deux membres de sexe différent, qui se présentent en binôme de candidats. Les conseillers départementaux sont élus pour 6 ans au scrutin binominal majoritaire à deux tours, l'accès au second tour nécessitant 12,5 % des inscrits au 1er tour. En outre la totalité des conseillers départementaux est renouvelée. Ce nouveau mode de scrutin nécessite un redécoupage des cantons dont le nombre est divisé par deux avec arrondi à l'unité impaire supérieure si ce nombre n'est pas entier impair, assorti de conditions de seuils minimaux. En Eure-et-Loir, le nombre de cantons passe ainsi de 29 à 15.
Le canton de Dreux-1 est formé de communes des anciens cantons de Dreux-Ouest (6 communes), de Dreux-Sud (5 communes) et une fraction de la commune de Dreux. Le territoire du canton est entièrement inclus dans l'arrondissement de Dreux. Le bureau centralisateur est situé à Dreux.

## Représentation
| Période élective | Période élective | Mandat | Mandat   | Identité             | Nuance | Nuance | Qualité                                                                     |
| ---------------- | ---------------- | ------ | -------- | -------------------- | ------ | ------ | --------------------------------------------------------------------------- |
| 2015             | 2021             | 2015   | 2021     | Florence Henri       |        | UDI    | Assistante de direction Conseillère municipale de Vernouillet jusqu'en 2020 |
| 2015             | 2021             | 2015   | 2021     | Christophe Le Dorven |        | LR     | Clerc de notaire Adjoint au Maire de Dreux jusqu'en 2020                    |
| 2021             | 2028             | 2021   | en cours | Evelyne Delaplace    |        | LR     | Retraitée, maire de Vert-en-Drouais                                         |
| 2021             | 2028             | 2021   | en cours | Christophe Le Dorven |        | LR     | Conseiller sortant, Président du conseil départemental                      |

### Résultats détaillés

#### Élections de mars 2015
À l'issue du 1er tour des élections départementales de 2015, deux binômes sont en ballottage : Joséphine Gam et Edouard Gladczak (FN, 32,12 %) et Florence Henri et Christophe Le Dorven (Union de la Droite, 30,83 %). Le taux de participation est de 38,26 % (7 109 votants sur 18 583 inscrits) contre 48,57 % au niveau départementalet 50,17 % au niveau national.
Au second tour, Florence Henri et Christophe Le Dorven (Union de la Droite) sont élus avec 61,27 % des suffrages exprimés et un taux de participation de 41,03 % (4 182 voix pour 7 625 votants et 18 583 inscrits).

#### Élections de juin 2021
Le premier tour des élections départementales de 2021 est marqué par un très faible taux de participation (33,26 % au niveau national). Dans le canton de Dreux-1, ce taux de participation est de 24,05 % (4 582 votants sur 19 049 inscrits) contre 32,03 % au niveau départemental. À l'issue de ce premier tour, deux binômes sont en ballottage : Silvio Bortolussi et Pascale Brucker (RN, 26,36 %) et Evelyne Delaplace et Christophe Le Dorven (LR, 23,42 %).
Le second tour des élections est marqué une nouvelle fois par une abstention massive équivalente au premier tour. Les taux de participation sont de 34,36 % au niveau national, 32,5 % dans le département et 25,82 % dans le canton de Dreux-1. Evelyne Delaplace et Christophe Le Dorven (LR) sont élus avec 66,28 % des suffrages exprimés (2 954 voix pour 4 923 votants et 19 064 inscrits),,.

## Composition
| Nom                           | Code Insee | Intercommunalité    | Superficie (km2) | Population (dernière pop. légale)                | Densité (hab./km2) | Modifier                                    |
| ----------------------------- | ---------- | ------------------- | ---------------- | ------------------------------------------------ | ------------------ | ------------------------------------------- |
| Dreux (bureau centralisateur) | 28134      | CA du Pays de Dreux | 24,27            | Fraction : 10 613 (2022) Commune : 31 205 (2022) | 1 286              | modifier les données · modifier les données |
| Allainville                   | 28003      | CA du Pays de Dreux | 5,28             | 153 (2022)                                       | 29                 | modifier les données · modifier les données |
| Aunay-sous-Crécy              | 28014      | CA du Pays de Dreux | 8,45             | 659 (2022)                                       | 78                 | modifier les données · modifier les données |
| Boissy-en-Drouais             | 28045      | CA du Pays de Dreux | 6,03             | 229 (2022)                                       | 38                 | modifier les données · modifier les données |
| Crécy-Couvé                   | 28117      | CA du Pays de Dreux | 6,65             | 263 (2022)                                       | 40                 | modifier les données · modifier les données |
| Garancières-en-Drouais        | 28170      | CA du Pays de Dreux | 6,46             | 283 (2022)                                       | 44                 | modifier les données · modifier les données |
| Garnay                        | 28171      | CA du Pays de Dreux | 14,13            | 1 000 (2022)                                     | 71                 | modifier les données · modifier les données |
| Louvilliers-en-Drouais        | 28216      | CA du Pays de Dreux | 4,14             | 221 (2022)                                       | 53                 | modifier les données · modifier les données |
| Marville-Moutiers-Brûlé       | 28239      | CA du Pays de Dreux | 20,24            | 1 027 (2022)                                     | 51                 | modifier les données · modifier les données |
| Saulnières                    | 28369      | CA du Pays de Dreux | 10,65            | 772 (2022)                                       | 72                 | modifier les données · modifier les données |
| Tréon                         | 28394      | CA du Pays de Dreux | 10,93            | 1 448 (2022)                                     | 132                | modifier les données · modifier les données |
| Vernouillet                   | 28404      | CA du Pays de Dreux | 12,11            | 12 491 (2022)                                    | 1 031              | modifier les données · modifier les données |
| Vert-en-Drouais               | 28405      | CA du Pays de Dreux | 9,70             | 1 119 (2022)                                     | 115                | modifier les données · modifier les données |
| Canton de Dreux-1             | 2808       |                     |                  | 30 278 (2022)                                    |                    | modifier les données                        |

Le canton de Dreux-1 comprend :
1. douze communes entières,
2. la partie de la commune de Dreux située à l'ouest d'une ligne définie par l'axe des voies et limites suivantes : depuis la limite territoriale de la commune de Montreuil, route départementale 928, rue Sam-Isaacs, rue Jean-Giono, chemin rural 66 dit ruelle des Pains-Perdus, en lisière du bosquet des Pains-Perdus, section de droite traversant la route nationale 12 prolongée jusqu'au chemin des Pains-Perdus, chemin des Pains-Perdus, chemin des Pommiers, limite séparative des parcelles AK 132 et AK 25, limite séparative des parcelles AK 132 et AI 11, avenue du Général-Pershing, avenue Voisin, rue de la Grande-Falaise, chemin du Roi, rue du Président-Wilson, rue de Billy, rue du Bois-Sabot, rue du Vieux-Pavé, rue Saint-Thibault, rond-point Francis-et-Maurice-Dablin, jusqu'à la limite territoriale de la commune de Vernouillet.

## Démographie
En 2022, le canton comptait 30 278 habitants, en évolution de +1,51 % par rapport à 2016 (Eure-et-Loir : −0,23 %, France hors Mayotte : +2,11 %).
| 2013   | 2018   | 2022   |
| ------ | ------ | ------ |
| 29 578 | 30 086 | 30 278 |